# Saint-Martial (Charente Marítimo)
 Saint-Martial  es una población y comuna francesa, situada en la región de Poitou-Charentes, departamento de Charente Marítimo, en el distrito de Saint-Jean-d'Angély y cantón de Loulay.

## Demografía
| 154 | 163 | 138 | 128 | 112 | 120 |
| Para los censos de 1962 a 1999 la población legal corresponde a la población sin duplicidades (Fuente: INSEE [Consultar]) |     |     |     |     |     |